# قوبو دلاگرده
قوبو دلاگرده (ترکی آذربایجانی: Qobu Dilağarda) یک منطقهٔ مسکونی در جمهوری آرتساخ است که در استان مارتونی واقع شده‌است.